# Produktprüfer Textil
Der Produktprüfer Textil ist in Deutschland ein staatlich anerkannter Ausbildungsberuf nach dem Berufsbildungsgesetz.

## Ausbildungsdauer und Struktur
Die Ausbildungsdauer beträgt in der Regel zwei Jahre. Die Ausbildung erfolgt an den Lernorten Betrieb und Berufsschule.

## Arbeitsgebiete
Produktprüfer Textil arbeiten in textilen Produktionsbereichen und werden dort zur Fehlererkennung und Fehlerbehebung gebraucht. Sie begutachten die hergestellte Ware, bestimmen Schadensbilder und informieren die Produktion über die erforderlichen Änderungen. Kann der Fehler nicht repariert werden, kennzeichnen Produktprüfer Textil die Ware und klassifizieren sie entsprechend. Produktprüfer Textil arbeiten in Webereien, Stickereien und Wirkereien.